# خلايا متغصنة جرابية
الخلايا المتغصنة الجرابية هي خلايا من الجهاز المناعي تتواجد في العقيدات اللمفاوية الأولية والثانوية في منطقة الخلايا البائية من النسيج اللمفاوي. وصفت هذه الخلايا للمرة الأولى في عام 1965، تمتلك هذه الخلايا شكلاً شديد التغصّن، ولكنّها ليست خلايا تغصنية عادية. على خلاف الخلايا المتغصنة العادية لا تشتق الخلايا المتغصنة الجرابية من الخلايا الجذعية المكونة للدم المتواجدة في نقي العظام بل إنها ذات منشأ متوسطي (أي من النسيج المتوسط).

## الموقع و الواصمات الجزيئية
الخلايا المتغصنة الجرابية ليس بالخلايا المهاجرة حيث أنها توجد في العقيدات اللمفاوية الأولية والثانوية في منطقة الخلايا البائية من العقد اللمفاوية، الطحال، والنسيج اللمفاوي المرافق للمخاطية MALT) .( تشكل هذه الخلايا فيما بينها شبكة ثابتة تعود للاتصالات بين الخلوية لهذه الخلايا مع بعضها، وللارتباطات الوثيقة مع الخلايا البائية الجرابية. شبكة الخلايا المتغصنة الجرابية تشكّل في الحالات النمطية مركز العقيدة اللمفاوية ولا تمتد للمنطقة بين العُقيدية أو إلى منطقة الخلايا التائية. يُفترض أن هذا الفصل بين المناطق في المعالجة المبكرة للمستضدات والتقاطها يعطي بيئة محمية يتم عرض المستضدات المطهية فيها دون أن تحلّل أو تزال من قبل الخلايا البلعمية. تمتلك الخلايا المتغصنة الجرابية تعبيراً عالياً للمستقبلات المتممة مثل R1C و CR2 (CD35 و CD21على التوالي).
ومستقبلات الخلايا الجرابية 2bFCyR (CD32) , أكثر الواصمات الجزيئية خصوصيةً بالخلايا المتغصنة الجرابية هي1FDCM و 2FDCM و 4C. على خلاف الخلايا المتغصنة العادية والبلعميات فإنّ الخلايا المتغصنة الجرابية لا تمتلك النمط الثاني من معقدات التوافق النسيجي الأعظمي MHC2ولكنّها تعبّر عن القليل من مستقبلات التمييز النمطية، لذلك تمتلك قدرة صغيرة على التقاط المستضدات غير المطهية.

## التطوّر
تتطّور الخلايا المتغصنة الجرابية من السلائف المتوسطية المفترضة، وفي مرض نقص المناعة الشديد والمشترك أثبتت النماذج الفأرية أن هذه السلائف من الممكن أن تنتقل إلى المتلقي مع زرع نقي العظم وفي هذه الحالة تكون شبكة الخلايا المتغصنة الجرابية للمتبرع والمتلقي على حد سواء من الممكن أن توجد لاحقاً في الأعضاء اللمفاوية للمتلقي. يكون التفاعل بين سلائف الخلايا المتغصنة الجرابية والخلايا اللمفاوية المتواسط بعامل التنخر الورمي نمط (TNF_a) والذيفان اللمفاوي (LT) مصيرياً بالنسبة لتطور الخلايا المتغصنة الجرابية الطبيعية والحفاظ عليها.
حيث يرتبط عامل التنخّر الورمي بمستقبلات (1TNFR) بينما يتفاعل الذيفان اللمفاوي مع مستقبلات الذيفان اللمفاوي نمط بيتا (LTB-receptor) وكلا المستقبلين يوجد على سطح الخلايا المتغصنة الجرابية. وفي الفئران المفتقرة للخلايا البائية أو مكظومة الإنتاج ل (TNF-a) و (LT) تكون الخلايا ذات النمط الظاهري المتغصّن مفقودة.

## الوظائف

### تنظيم البنية اللمفاوية المجهرية
عند إعادة تدوير النسيج اللمفاوي تهاجر الخلايا اللمفاوية البائية الخاملة بحرية عبر شبكة الخلايا المتغصنة الجرابية بينما الخلايا المفعّلة بالمستضدات تُحصر في الشبكة ومن ثم تخضع للتوسّع النسيلي لتعطي المركز النتوج (GC). وتعد الخلايا المتغصنة الجرابية من بين الخلايا الأخرى المنتج الرئيسي لعامل الجذب الكيميائي ((CXCL13 الذي يجذب وينظّم الخلايا اللمفاوية.

### التقاط المستضدات ودعم الخلايا البائية
```
مستقبلات الخلايا المتغصنة الجرابية 1CR و 2CR و 2bFCyR تلتقط المستضدات عن طريق الأضداد والبروتينات المتممة، الخلايا البائية في المركز النتوج يجب أن ترتبط بالمستضدات المقدّمة من الخلايا المتغصنة الجرابية لتصبح منتقاة كخلايا ذاكرة مستقبلية أما الخلايا الأخرى (أي التي لا ترتبط) تخضع للاستموات.
[
10
]
[
11
]
```

### إزالة الأنقاض
عن طريق افراز عامل التجسير (8MFGE) الذي يربط تصالبياً ما بين الخلايا المتموّتة والخلايا البالعة، وتقوم الخلايا المتغصنة الجرابية بتنظيم عملية إزالة الأنقاض (المخلفات) الانتقائية في المركز النتوج.

### منع الاستجابة المناعية الذاتية
العامل( mfge) الذي يُنتج في النسيج اللمفاوي بشكل رئيسي من قبل الخلايا المتغصنة الجرابية يعرف بدوره المعزز لغمر الخلايا المتموّتة بالموت الخلوي المبرمج. وإن غياب هذا العامل في الفئران يؤدي إلى حالة تشبه الذئبة الحماية الجهازية(SLE). علاوة على ذلك الفئران المفتقرة ل الذيفان اللمفاوي (LT) و مستقبلاته (LTR) والفاقدة للخلايا المتغصنة الجرابية يتطوّر لديها تسّرب للخلايا اللمفاوية هذه الخلايا المتسربة هي المتهمة بأمراض المناعة الذاتية.تشير هذه النتائج إلى أن الخلايا المتغصنة الجرابية تقوم بحماية العضوية الحية من أمراض المناعة الذاتية عن طريق إزالة الحطام الذي يعتقد أنه سبب أمراض المناعة الذاتية من المركز النتوج.

### التفاعل مع الخلايا البائية
الخلايا البائية غير المتمايزة تلعب دوراً إشارياً حيث تعمل كناقل مستضدات للخلايا المتغصنة الجرابية حيث تقوم بالتقاط المعقدات المناعية عبر سبيل معتمد على 1CR و 2CR، أو عن طريق سبيل مباشر من الدم، أو من البالعات، ثم تعود للنسيج اللمفاوي وتقوم برفع هذه المستضدات المطهيّة على الخلايا المتغصنة الجرابية. والخلايا المتغصنة الجرابية بدورها تجذب الخلايا البائية عن طريق عامل الجذب الكيميائي 13CXCL الخلايا البائية المفتقرة ل CXCR (مستقبلات 13CXCL) تبقى داخل اللب الأبيض لكنّها تبقى متوارية وغير مميزة.و لتشكيل البنية العُقيدية تحتاج الخلايا المتغصنة الجرابية تحتاج لأن تنشّط بوساطة الذيفان اللمفاوي (LT) وهو المنتج الوسيط للخلايا البائية.تحفيز 5CXCR في الخلايا البائية يرفع من إنتاج الذيفان اللمفاوي (LT) الذي يؤدي لتفعيل الخلايا المتغصنة الجرابية ويحثّها على إفراز المزيد من 13CXCL فتتخلق حلقة تلقيم راجع إيجابي.هذا ما يؤدي لتشكيل المركز النتوج حيث تُلتقط الخلايا البائية المفعّلة بالمستضدات لتخضع لفرط التطفّر الجسدي، الانتقاء السلبي والإيجابي، تعديل الأنماط الإسوية، التمايز لخلايا بلازمية عالية الألفة وخلايا ذاكرة بائية.
الالتصاقات بين الخلايا المتغصنة الجرابية والخلايا البائية تتواسطها جزيئات ICAM-1(CD54), LFA-1(CD2a) ,VCAM (VLA4)الخلايا البائية المفعّلة ذات الألفة المنخفضة للمستضدات تلتصق بسطوح الخلايا المتغصنة الجرابية أما الخلايا البائية الفعّالة ذاتياً فانها تخضع للاستموات الخلوي أما الخلايا المرتبطة بسطوح الخلايا المتغصنة الجرابية بتواسط معقدات ضد-مستضد فانها تنجو عن طريق منع تموّتها لارتباطها بسطوح الخلايا المتغصنة الجرابية.

## الأمراض
قد وصفت أورام الخلايا المتغصنة الجرابية الأولية النادرة، هذه الأورام تحدث غالباً ضمن النسيج اللمفاوي ولكن في عدد من الحالات وجد الورم في الكبد، القناة الصفراوية، البنكرياس، الدرقية، البلعوم الأنفي، الحنك، القميص تحت المخاطي في المعدة والعفج. وفي بعض الحالات الالتهابية المزمنة لوحظت خلايا تنتج عامل الجذب الكيميائي 13CXCL وتحمل مثل واصمات الخلايا الجرابية مثل CAMV- و 21CD في بعض المواضع غير المتوقعة أبداً تتضمّن هذه الأماكن النسيج الزليلي عند مرضى التهاب المفاصل الروماتيدي (RA)، الغدد اللّعابية عند مرضى متلازمة شوغرين، الجلد عند المرضى المصابين بلمفومة الخلايا البائية الكاذبة. تشارك الخلايا المتغصنة الجرابية بتطور العدوى ب -1HIV عن طريق تشكيل ملاذ لفيروسات HIV-1وتحرّض تضاعفها في الوحيدات المجاورة عن طريق التأشير الخلوي التجاوري. هناك أيضا بعض الأدلة على أنّ الخلايا المتغصنة الجرابية تحفّز تضاعف البريونات والغزو العصبي في الراعوش العصبي الغازي.